# Маленькие женщины (фильм, 1933)
«Маленькие женщины» (англ. Little Women) — мелодрама Джорджа Кьюкора 1933 года по одноимённому классическому роману Луизы Олкотт о жизни четырёх сестёр и их матери, ожидающих возвращения отца семейства с Гражданской войны.

## Сюжет
История четырёх сестер Марч — Джо, Эми, Бет и Мег, одна из которых станет писательницей.

## В ролях
| Актёр           | Роль                                         |
| --------------- | -------------------------------------------- |
| Кэтрин Хэпбёрн  | Джозефина (Джо) Марч                         |
| Джоан Беннетт   | Эми Марч                                     |
| Пол Лукас       | Профессор Фридрих Баэр                       |
| Джин Паркер     | Элизабет (Бет) Марч                          |
| Фрэнсис Ди      | Маргарет (Мег) Марч                          |
| Спринг Байинтон | Марми                                        |
| Эдна Мэй Оливер | тётя Марч                                    |
| Нидия Уэстман   | Мэми                                         |
| Генри Стивенсон | мистер Лоуренс                               |
| Бонита Гренвилл | одноклассница Эми Марч (в титрах не указана) |
| Мэрилин Ноулден | одноклассница Эми Марч (в титрах не указана) |
| Олин Хоуленд    | мистер Дэвис (в титрах не указан)            |

## Награды и номинации

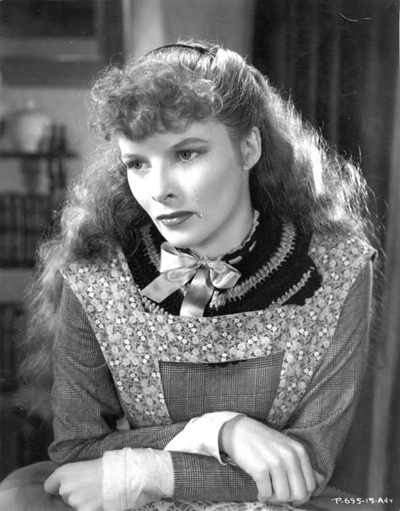
Кэтрин Хэпбёрн в роли Джо Марч

Картина завоевала Золотую медаль Венецианского кинофестиваля (1934), премию «Оскар» (1934), премию Национального совета кинокритиков США (1933), «Медаль почёта» от журнала Photoplay и другие награды.

### Награды
- 1934 Премия «Оскар» — лучший сценарий-адаптация
- 1933 Премия Венецианского кинофестиваля — лучшая актриса (Кэтрин Хэпбёрн)

### Номинации
- 1934 Премия «Оскар» — лучший фильм, лучшая режиссура (Джордж Кьюкор)
- 1933 Премия Венецианского кинофестиваля (премия Муссолини) — Джордж Кьюкор